# Пентафторид лития-америция
Пентафтори́д ли́тия-амери́ция — неорганическое соединение, комплексный фторид лития и америция с формулой Li[AmF5] (иногда записывается как LiF·AmF4). В нормальных условиях — кристаллы. Молекулярная масса 344,93 а. е. м.

## Получение
Соединение получают растворением америция в растворе LiClO4·3H2O (в эквимолярном количестве) в слабой соляной кислоте, выпариванием и последующей обработкой осадка на сапфировой подложке в никелевом реакторе фтором в течение 16 часов при 300°C и давлении около 0,4 бар.

## Физические свойства
Пентафторид лития-америция образует кристаллы тетрагональной сингонии, пространственная группа I41/a, параметры ячейки a = 1,463(2) нм, c = 0,6449(5) нм, Z = 16; объём элементарной ячейки 86,3 Å3. Кристаллографическая плотность 6,64 г/см3. Размеры и объём ячейки соответствуют общей убывающей (в связи с актиноидным сжатием) последовательности в тетрагональных кристаллах Li[ThF5], Li[PaF5], Li[UF5], Li[NpF5], Li[PuF5], Li[AmF5] и Li[CmF5].